# Erwin Bodky
Erwin Bodky (* 7. März 1896 in Ragnit, Ostpreußen; † 6. Dezember 1958 in Luzern) war ein deutsch-amerikanischer Musikwissenschaftler, Pianist, Cembalist und Komponist.

## Leben
Bodky besuchte das Tilsiter Realgymnasium und galt als Wunderkind am Klavier. Er begann das Musikstudium in Berlin und wurde 1916 bis 1918 als Soldat im Ersten Weltkrieg eingesetzt. Im Jahr 1919 setzte er das Studium an der Berliner Hochschule für Musik fort. Seine Lehrer waren unter anderem Paul Juon, Robert Kahn, Richard Rössler und Ernst von Dohnányi. Nach dem Abschluss 1920 konnte er mit einem Stipendium seine Ausbildung bei Ferruccio Busoni und Richard Strauss fortsetzen. Er gewann zweimal den Felix-Mendelssohn-Bartholdy-Preis. Seine Kompositionen aus dieser Zeit wurden nicht veröffentlicht.
Bodky arbeitete als Lehrer am Klindworth-Scharwenka-Konservatorium und an der Berliner Staatlichen Akademie für Kirchen- und Schulmusik und war dort seit 1928 Professor. Seinen ersten großen öffentlichen Auftritt als Pianist hatte er unter Wilhelm Furtwängler beim Gewandhausorchester in Leipzig. Bodkys und Busonis Auffassungen zur Spielpraxis der Musik Bachs gingen auseinander, 1932 veröffentlichte er dazu die Schrift Der Vortrag alter Klavier Musik. Bodky spielte auf einem originalen Ruckers Cembalo und auf anderen Instrumenten aus dem Bestand der preußischen Musikinstrumentensammlung historisierenden Interpretationen und nahm diese auch auf Tonträger in der L’Anthologie Sonore auf: 1934 Johann Kuhnaus Der Streit zwischen David und Goliath und 1935 Carl Philipp Emanuel Bachs Abschied von meinem Silbermannschen Claviere in einem Rondeau sowie fünf Klavichordstücke von Johann Sebastian Bach.
Nach dem Wahlsieg der Nationalsozialisten bei der Reichstagswahl März 1933 erhielt er als Jude ein Berufsverbot. Er emigrierte in die Niederlande, wo er eine Beschäftigung als Musiklehrer in Amsterdam fand. 1938 wanderte er in die Vereinigten Staaten aus und arbeitete zunächst an der Longy School of Music of Bard College in Cambridge (Massachusetts). 1950 wurde er Professor für Musikgeschichte an der Brandeis University. Bodkys Bemühungen um die Alte Musik mündeten in der Gründung der Cambridge Society for Early Music (CSEM). Seine Fernsehserie Roads to Bach war 1955 in den USA eines der ersten Programme im Bildungsfernsehen.
Bodky erhielt 1957 im Rahmen der Deutschen Wiedergutmachungspolitik den Titel eines Professors an der Akademie der Künste (Berlin). Die CSEM gewährt seit 1968 einen Erwin Bodky Award, den beispielsweise 1982 Robert Hill erhielt, der 1990 Lehrer an der Hochschule für Musik Freiburg für historische Aufführungspraxis wurde, sowie auch Martin Pearlman (1972), Jeanne Lamon (1974) und Marion Verbruggen (1979).

## Schriften
- The Interpretation of Bach’s Keyboard Works, Cambridge, MA: Harvard University Press, 1960
  - Der Vortrag der Klavierwerke von J. S. Bach, Tutzing : H. Schneider, 1970
- Das Charakterstück, Wolfenbüttel  : Möseler , 1960 (Musikalische Formen in historischen Reihen, zuerst 1933)
- Der Vortrag alter Klaviermusik, Berlin : Hesse, 1932 (Max Hesses Handbücher. 95.)